# ディノ・サルーシ
ディノ・サルーシ（Timoteo "Dino" Saluzzi、1935年5月20日 - ）は、アルゼンチン出身のバンドネオン奏者。
アストル・ピアソラが築いたヌエボ・タンゴの影響を受け、独自のスタイルを作り上げる。ジャズ・ミュージシャンとも共演し、ECMレコードでソロ・アルバムを発表している。

## 略歴
アルゼンチンのカンポサントで生まれ、7歳の頃にバンドネオンを始めた。その後、ブエノスアイレスのラジオ局のオーケストラで仕事を始める。1973年にはジャズ・サックス奏者ガトー・バルビエリのアルバム『チャプター・ワン (Chapter One: Latin America)』の録音に参加した。
1982年にはリト・ヴィターレと共演し、同年にECMとの契約を得た。1988年録音のアルバム『アンディーナ』収録曲のうち3曲は、ジャン＝リュック・ゴダールの監督映画『ヌーヴェルヴァーグ』（1990年公開）で使用された。
1990年、当時タンゴに傾倒していたアル・ディ・メオラの新ユニット「ワールド・シンフォニア」に加入し、『ワールド・シンフォニア』（1991年）、『ハート・オブ・ジ・イミグランツ』（1993年）といったアルバムをリリースした。

## ディスコグラフィ

### アルバム
- Kultrum (1982年、ECM)
- 『ワンス・アポン・ア・タイム』 - Once Upon a Time - Far Away in the South (1985年、ECM)
- Volver (1986年、ECM) ※with エンリコ・ラヴァ
- 『アンディーナ』 - Andina (1988年、ECM)
- Mojotoro (1991年、ECM)
- 『シテ・デ・ラ・ムジーク』 - Cité de la Musique (1996年、ECM)
- 『サロン・ド・タンゴ バンド・ネオンと弦楽四重奏のための音楽』 - Kultrum (1998年、ECM) ※with ロザムンデ・カルテット
- 『レスポンソリウム』 - Responsorium (2001年、ECM)
- 『センデロス』 - Senderos (2002年、ECM)
- 『ホアン・コンドーリ』 - Juan Condori (2005年、ECM)
- 『黒い瞳～オホス・ネグロス～』 - Ojos Negros (2006年、ECM) ※with アニャ・レヒナー
- El Encuentro (2009年、ECM) ：同名のDVD（2012年、ECM）もリリースされている。 ※with アニャ・レヒナー
- Navidad de Los Andes (2011年、ECM) ※with アニャ・レヒナー
- 『ディノ・サルーシ：ピアノ作品集』 - Imágenes (Music For Piano) (2015年、ECM) ※オラシオ・ラバンデラ演奏